# Claus Richt
Claus A. Richt (* 19. Juni 1947) ist ein Schauspieler.
Richt spielte in drei Folgen der Krimiserie Derrick mit, zuerst in Folge 40 („Der Fotograf“), zuletzt in Folge 43 („Ein Hinterhalt“).

## Filmografie
- 1977: Griechische Feigen
- 1978: Das Wirtshaus der sündigen Töchter
- 1978: Derrick (3 Folgen)
- 1979: Götz von Berlichingen mit der eisernen Hand